# Wicklow (plaats)
Wicklow (Iers: Cill Mhantáin) is de hoofdstad van het Ierse graafschap County Wicklow. De plaats telt 7031 inwoners. De rivier de Vartry stroomt langs de noordkant van de stad.

## Vervoer
Wicklow ligt aan de spoorlijn Dublin - Rosslare. Het station heeft een beperkte dienstregeling, op werkdagen vertrekken vijf treinen richting Dublin. De M11, de hoofdroute van Dublin naar Wexford loopt ten westen langs de stad.

## Geboren
- John Kirwan (1878-1959), voetballer, eerste trainer Ajax
- Jimmy Martin (1924-2000), golfer
- Robin Seymour (1971), veldrijder
- Dara Ó Briain (1972), stand-upcomedian, televisiepresentator